# Филду де Мижлок (Салаж)
Филду де Мижлок (рум. Fildu de Mijloc) насеље је у Румунији у округу Салаж у општини Филду Де Жос. Oпштина се налази на надморској висини од 393 m.

## Становништво
Према подацима из 2002. године у насељу је живело 456 становника.

### Попис2002.
| Расподела становништва по националности 2002.‍ | Расподела становништва по националности 2002.‍ | Расподела становништва по националности 2002.‍ | Расподела становништва по националности 2002.‍ | Расподела становништва по националности 2002.‍ |
| --------------------------------------------- | --------------------------------------------- | --------------------------------------------- | --------------------------------------------- | --------------------------------------------- |
|                                               |                                               |                                               |                                               |                                               |
| Румуни                                        | Румуни                                        |                                               | 387                                           | 84,9%                                         |
| Роми                                          | Роми                                          |                                               | 69                                            | 15,1%                                         |